# Staurochilus tamesii
Staurochilus tamesii là một loài thực vật có hoa trong họ Lan. Loài này được (Quisumb. & C.Schweinf.) Fessel & Lückel miêu tả khoa học đầu tiên năm 1998.